# Чемпіонат світу з трекових велоперегонів 2017 — командний спринт (жінки)
Змагання з командного спринту серед жінок на Чемпіонаті світу з трекових велоперегонів 2017 відбулись 12 квітня.

## Результати

### Кваліфікація
8 найшвидших команд виходять у перший раунд.
| Місце | Ім'я                             | Країна         | Час    | Відставання | Примітки |
| ----- | -------------------------------- | -------------- | ------ | ----------- | -------- |
| 1     | Крістіна Фоґель Міріам Вельте    | Німеччина      | 32.356 |             | Q        |
| 2     | Каарле Маккалох Стефані Мортон   | Австралія      | 32.785 | +0.429      | Q        |
| 3     | Дарія Шмельова Анастасія Войнова | Росія          | 32.962 | +0.606      | Q        |
| 4     | Гуо Шуан Лінь Цзюньхун           | КНР            | 33.428 | +1.072      | Q        |
| 5     | Таня Кальво Хелена Касас         | Іспанія        | 33.562 | +1.206      | Q        |
| 6     | Шенн Браспенінкс Кіра Ламберінк  | Нідерланди     | 33.582 | +1.226      | Q        |
| 7     | Кейт О'Браєн Амелія Волш         | Канада         | 33.703 | +1.347      | Q        |
| 8     | Марта Байона Хуліана Гавірія     | Колумбія       | 34.018 | +1.662      | Q        |
| 9     | Джессіка Салазар Юлі Вердуго     | Мексика        | 34.072 | +1.716      |          |
| 10    | Кім У Гьонг Лі Хе Джін           | Південна Корея | 34.115 | +1.759      |          |
| 11    | Мартіна фіданца Міріам Вече      | Італія         | 34.579 | +2.223      |          |
| 12    | Дебора Геролд Алена Реджі        | Індія          | 36.320 | +3.964      |          |

- Q = кваліфікувались

### Перший раунд
Пари в першому раунді сформувались за такою схемою:

Заїзд 1: 4-та проти 5-ї

Заїзд 2: 3-тя проти 6-ї

Заїзд 3: 2-га проти 7-ї

Заїзд 4: 1-ша проти 8-ї
Переможці заїздів посіли місця за часом, два перших місця вийшли у фінал за золоту медаль, а третє і четверте - за бронзову.
| Місце     | Загальне місце | Ім'я                              | Країна     | Час    | Відставання | Примітки |
| --------- | -------------- | --------------------------------- | ---------- | ------ | ----------- | -------- |
| 1 проти 8 |                |                                   |            |        |             |          |
| 1         | 3              | Міріам Вельте Крістіна Фоґель     | Німеччина  | 32.668 |             | QB       |
| 2         | 8              | Марта Байона Хуліана Гавірія      | Колумбія   | 33.791 | +1.123      |          |
| 2 проти 7 |                |                                   |            |        |             |          |
| 1         | 2              | Каарле Маккалох Стефані Мортон    | Австралія  | 32.570 |             | QG       |
| 2         | 5              | Амелія Волш Кейт О'Браєн          | Канада     | 33.563 | +0.993      |          |
| 3 проти 6 |                |                                   |            |        |             |          |
| 1         | 1              | Дарія Шмельова Анастасія Войнова  | Росія      | 32.456 |             | QG       |
| 2         | 6              | Кіра Ламберінк Лауріне ван Ріссен | Нідерланди | 33.580 | +1.124      |          |
| 4 проти 5 |                |                                   |            |        |             |          |
| 1         | 4              | Гуо Шуан Лінь Цзюньхун            | КНР        | 33.289 |             | QB       |
| 2         | 7              | Таня Кальво Хелена Касас          | Іспанія    | 33.653 | +0.364      |          |

- QG = кваліфікувались у фінал за золоту медаль
- QB = кваліфікувались у фінал за бронзову медаль

### Фінали
Остаточна класифікація вирішується у медальних фіналах.
| Місце                    | Ім'я                             | Країна    | Час    | Відставання | Примітки |
| ------------------------ | -------------------------------- | --------- | ------ | ----------- | -------- |
| Фінал за золоту медаль   |                                  |           |        |             |          |
| 1                        | Дарія Шмельова Анастасія Войнова | Росія     | 32.520 |             |          |
| 2                        | Каарле Маккалох Стефані Мортон   | Австралія | 32.649 | +0.129      |          |
| Фінал за бронзову медаль |                                  |           |        |             |          |
| 3                        | Міріам Вельте Крістіна Фоґель    | Німеччина | 32.609 |             |          |
| 4                        | Гуо Шуан Лінь Цзюньхун           | КНР       | 33.309 | +0.700      |          |